# Peter Hricko
Peter Hricko (ur. 25 lipca 1981 w Gelnicy) – słowacki piłkarz występujący na pozycji bocznego obrońcy lub pomocnika.
Za młodu grał w takich klubach jak słowackie Tatran Preszów, ZŤS Martin, 1. HFC Humenné, FK Matador Púchov (z którym w 2003 roku wywalczył Puchar Słowacji) i norweski FK Sparta Sarpsborg. W 2008 roku trafił do Polski, gdzie przez trzy lata grał w ekstraklasowej Polonii Bytom, a następnie przez dwa sezony w Pogoni Szczecin, z którą w sezonie 2011/2012 wywalczył awans do Ekstraklasy. W 2014 roku występował w grającym w czwartej lidze słowackiej TJ OFC Gabčíkovo.

## Sukcesy
- Puchar Słowacji: 2003
- Awans do Ekstraklasy: 2011/2012